# Heinkel HeS 30
Le Heinkel HeS 30, de l'allemand : « Heinkel Strahltriebwerke » (« Moteur à réaction Heinkel »), était un turboréacteur à simple flux allemand, initialement conçu par Adolf Müller, à Junkers, mais finalement construit et testé chez Heinkel. Il était probablement le meilleur des moteurs de la « première classe », une classe qui incluait les plus célèbres BMW 003 et Junkers Jumo 004, mais les travaux sur sa conception furent stoppés par le Ministère de l'Aviation du Reich (RLM), car ce dernier estima que l'équipe d'Heinkel devait concentrer ses efforts sur d'autres concepts.
Le HeS 30 reçut sa désignation avant que le RLM ne mette en place des désignations standardisées pour ses projets de moteurs. Il reçut le nom officicel de 109-006, et il fut parfois appelé HeS 006 sous sa forme raccourcie. Le développement s'arrêta juste après que ces noms aient été présentés, et la désignation « HeS 30 » est donc toujours la plus commune.

## Conception et développement

### Le déménagement
Herbert A. Wagner (en) démarra les développements de moteurs à Junkers en 1936, plaçant Adolf Müller responsable du projet. En 1938, Junkers acheta Junkers Motoren (Jumo), initialement une compagnie indépendante. En octobre 1939, sous la pression du RLM, Junkers déplaça tous ses ateliers de moteurs des usines principales, à Magdeburg, vers les usines Jumo de Dessau. Müller aurait fini dans un rôle subordonné après ce déménagement, mais il préféra quitter l'entreprise à la place. Lui et environ la moitié de l'équipe originale de Junkers furent attrapés au vol par Ernst Heinkel et déplacés vers son campus de Rostock, où Hans von Ohain était aux affaires sur le moteur Heinkel HeS 3.
De tous les concepts que Müller amena avec lui, le HeS 30 fut le plus simple et le plus facile à construire. Müller avait déjà fabriqué un moteur de tests alors qu'il était toujours chez Junkers, mais il ne fut capable de tourner qu'à la moitié de sa vitesse prévue, ce qui impliquait une compression limitée et nécessitait un apport extérieur continu d'air comprimé. Junkers abandonna le concept quand Müller quitta la société, choisissant à la place de développer le concept plus simple de l'équipe Jumo. Müller promit à Heinkel qu'il pouvait obtenir un moteur fini et opérationnel sur un banc d'essais dans l'année suivant le déménagement, mais il ne parvient finalement pas à tenir sa promesse.
La clé du fonctionnement du moteur était un compresseur axial de type alors unique. La plupart des moteurs allemands de cette période comptaient sur les étages de stators pour faire tout le travail de compression, les rotors n'étant là que pour accélérer l'air qui leur était amené. Dans le HeS 30, les rotors et les stators partageaient le travail de la compression à environ 50/50, une conception initialement apportée par Rudolph Friedrich, de Junkers. Dans son ensemble, le moteur était doté d'un compresseur à 5 étages, fournissant l'air à un taux de compression de 3 pour 1 à dix tubes à flammes, qui alimentaient en gaz chauds une turbine axiale à un étage. Cette turbine était aussi unique pour l'époque, employant une installation de guides aérodynamiques qui étaient ajustables pour différentes vitesses d'utilisation. Comme la plupart des moteurs à flux axial allemands de l'époque, celui-ci était équipé d'un cône d'échappement à géométrie variable dans la tuyère, afin de limiter la contre-pression pendant le démarrage. Par-contre, il employait un démarreur électrique, à la place du moteur à deux temps Riedel à deux pistons opposés qui équipait les BMW 003, Jumo 004 et plus tard le HeS 011.

### Dispute et résignation
En raison du déménagement, l'équipe prit un temps considérable à redémarrer les travaux sur le moteur, et même si trois moteurs expérimentaux furent commandés sous la désignation 109-006, ce ne fut pas avant mai 1942 que le premier moteur put enfin fonctionner. En plus des problèmes liés au déménagement, le compresseur montra qu'il apportait plus de flux d'air que calculé initialement, ce qui força l'équipe à redessiner la turbine. Enfin, pour apporter aux problèmes déjà présents, Müller et Heinkel eurent une dispute en mai, qui mena au départ de Müller de l'équipe.
Les travaux sur le moteur continuèrent, et vers octobre il tournait à plein régime. De tous les premiers moteurs conçus, le HeS 30 était de loin celui qui était le meilleur. Il produisait une poussée de 860 kgp (environ 8,6 kN), à peu-près à mi-chemin entre les 800 kgp du BMW 003 et les 900 kgp du Junkers Jumo 004, mais il ne pesait que 390 kg, fournissant ainsi un meilleur rapport poussée/poids que les 003 (562 kg) ou 004 (720 kg). Le concept HeS 30 avait également une meilleure consommation spécifique de carburant et avait une section plus étroite. Il a été affirmé que ses performances ne furent pas atteintes par d'autres moteurs avant 1947.

### Annulation
Helmut Schelp (en), à la tête du développement des moteurs au RLM, refusa de donner à Heinkel un contrat de production, ce qui donna presque les larmes à ce dernier, selon Von Ohain. Schelp nota que, bien que le concept fut excellent, BMW et Jumo avaient tellement avancé que le ministère ne voulait plus de moteur « de classe 1 ». Cette décision peut apparaître comme ironique, car deux ans plus tard, ces deux moteurs étaient toujours loin d'être opérationnels. Il se pourrait que la disposition du compresseur n'ait pas plu à Schelp, mais cette affirmation ne fut jamais officielle. Il annula également le He S 8 de Von Ohain au même moment.
Au lieu de travailler sur un autre moteur « de classe 1 », Schelp demanda à Heinkel de continuer à travailler sur un moteur « de classe 2 », d'environ 1 300 kgp de poussée (environ 13 kN), qui serait nécessaire pour des chasseurs monomoteurs de taille raisonnable, et qui serait également un plus intéressant pour les bombardiers bimoteurs. Les travaux sur les HeS 30 et HeS 8 se terminèrent, et Heinkel se tourna, à contrecœur, vers le projet HeS 011, qui n'entra pas en production avant la fin de la guerre. Les restes de l'équipe de Müller furent ensuite déplacés vers les usines Heinkel-Hirth pour travailler sur le nouveau moteur.
À partir de 1940 ou 1941, l'architecture de base du HeS 30 fut également utilisée sur un moteur à volume constant expérimental, connu sous le nom de HeS 40.